# Psaliodes prunicolor
Psaliodes prunicolor är en fjärilsart som beskrevs av W. Warren 1904. Psaliodes prunicolor ingår i släktet Psaliodes och familjen mätare. Inga underarter finns listade i Catalogue of Life.